# Masters de Miami 1985
El Abierto de Miami 1985 (también conocido como 1985 Lipton International Players Championships por razones de patrocinio) fue un torneo de tenis jugado sobre pista dura. Fue la edición número 1 de este torneo. El torneo masculino formó parte del circuito ATP. Se celebró entre el 4 de febrero y el 18 de febrero de 1985.

## Campeones

### Individuales Masculino
Tim Mayotte vence a  Scott Davis, 4–6, 4–6, 6–3, 6–2, 6–4

### Individuales Femenino
Martina Navratilova vence a  Chris Evert, 6–2, 6–4

### Dobles Masculino
Paul Annacone /  Christo van Rensburg vencen a  Sherwood Stewart /  Kim Warwick,  7–5, 7–5, 6–4

### Dobles Femenino
Gigi Fernández /  Martina Navratilova vencen a  Kathy Jordan /  Hana Mandlíková, 7–6(7–4), 6–2

### Dobles Mixto
Heinz Günthardt /  Martina Navratilova vencen a  Mike Bauer /  Catherine Tanvier, 6–2, 6–2
| Predecesor: - | Masters de Miami 1985 | Sucesor: Miami 1986 |